# Státní pečeť Vatikánu

Vatikánská státní pečeť

Státní pečeť Vatikánu zobrazuje stejně jako ostatní vatikánské státní symboly zkřížené klíče sv. Petra a tiáru nad nimi. 
Klíče jsou obrácené zuby ven a připomínají evangelium sv. Matouše („…tobě dám klíče od království nebeského“). Stříbrný klíč symbolizuje duchovní autoritu papeže na Zemi a také moc otvírat či vpouštět. Zlatý klíč naopak značí možnost zavírat, zadržovat a znamená také moc nad nebeským královstvím. Klíče jsou spojeny šňůrou, která má dokládat propojení obou mocí. 
Papežská tiára představuje trojí papežský úřad – učitelský, kněžský a pastýřský. Zkřížené klíče i tiára jsou symboly papežství již od 14. století.
V opise pečeti je „STATO DELLA CITTÀ DEL VATICANO“ (česky Městský stát Vatikán), oddělený osmicípou hvězdou, obvod pečeti je ozdobený perlovcem. V této podobě je státní pečeť používaná od vzniku Městského státu Vatikán v roce 1929.